# Gryon japonicum
Gryon japonicum är en stekelart som först beskrevs av William Harris Ashmead 1904.  Gryon japonicum ingår i släktet Gryon och familjen Scelionidae. Inga underarter finns listade i Catalogue of Life.